# 우문막나
우문막나(宇文莫那, 생몰년 미상)는 우문부의 2대 수령이며 초대 수령인 우문보회(宇文普回)의 아들이다. 주서에 따르면, 우문막나는 우문부를 이끌고 음산(陰山)에서 남진해 요서로 이동하여 모용부, 단부와 함께 동맹을 맺고 탁발부와 인척관계를 맺었다고 한다.
이후 북주가 건국되자 헌후(獻侯)로 추존되었으며 황실 시조로 모셔졌다.